# Wally Finday
Phòng tranh Wally Finday được thành lập ở thành phố Kansas, Missouri vào năm 1870 bởi William Wadsworth Findlay. Phòng tranh hiện đang mở cửa hoạt động ở các nơi như New York, Palm Beach, và Barcelona.

## Các họa sĩ có tác phẩm được trưng bày
- Yolande Ardissone
- Johann Berthelsen
- Simeon Braguin
- Noe Canjura
- Joseph Delattre
- Dimitry Gerrman
- Andre Hambourg
- Lê Phổ
- Albert Malet
- Wajih Nahlé
- Nicola Simbari
- Rocio Urquijo